# União das Freguesias de Merelim (São Paio), Panoias e Parada de Tibães
Die União das Freguesias de Merelim (São Paio), Panoias e Parada de Tibães ist eine portugiesische Gemeinde (Freguesia) im Kreis (Concelho) Braga, Distrikt Braga, im Nordwesten Portugals.

## Geschichte
Die Gemeinde entstand im Zuge der Gebietsreform vom 29. September 2013 durch die Zusammenlegung der ehemaligen Gemeinden São Paio de Merelim, Panoias und Parada de Tibães.
São Paio de Merelim wurde Sitz der neuen Verwaltung.

## Demographie

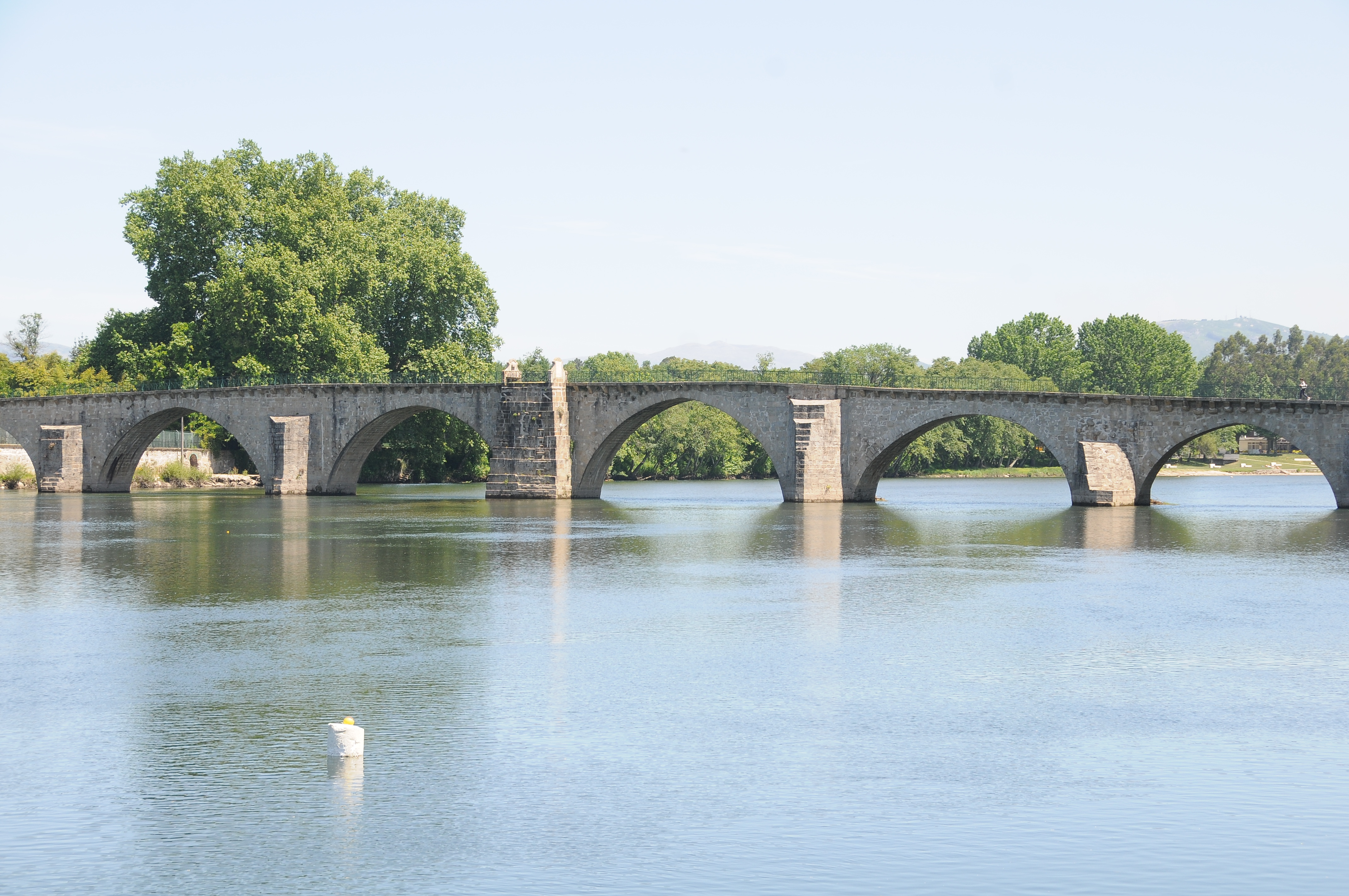
Römische Ponte de Prado über den Cavado

| Freguesia | Freguesia                                      | Freguesia | Freguesia       | ehemalige Freguesias | ehemalige Freguesias | ehemalige Freguesias | ehemalige Freguesias |
| --------- | ---------------------------------------------- | --------- | --------------- | -------------------- | -------------------- | -------------------- | -------------------- |
| Wappen    | Freguesia                                      | Einwohner | Fläche in (km²) | Wappen               | Freguesia            | Einwohner            | Fläche in (km²)      |
|           | Merelim (São Paio), Panoias e Parada de Tibães | 5258      | 5,36            |                      | São Paio de Merelim  | 2462                 | 2,15                 |
|           | Merelim (São Paio), Panoias e Parada de Tibães | 5258      | 5,36            | Panoias              | 1666                 | 1,33                 |                      |
|           | Merelim (São Paio), Panoias e Parada de Tibães | 5258      | 5,36            | Parada de Tibães     | 1244                 | 1,88                 |                      |